# واقعيات (لغة)
الواقعيات في علم اللغة هي الكلمات الدالة على أشياء مختصة في الأصل بقوم من الأقوام دون غيرهم.